# Ksenia z Mylasy
Ksenia z Mylasy, również Ksenia rzymianka, cs. Prepodobnaja Ksienia Rymlanina, właśc. Euzebia (ur. w V wieku w Rzymie, zm. ok. 450 lub 457 na Górze Atos) – diakonisa, święta mniszka (prepodobnaja) Kościoła greckokatolickiego i prawosławnego, czczona przez Apostolski Kościół Ormiański i koptyjski.
Urodziła się w bogatej i znanej rzymskiej senatorskiej rodzinie. Jej ojciec był chrześcijaninem. Na chrzcie dano jej imię Euzebia. Otrzymała staranne wykształcenie poznając zasady wiary w Chrystusa.
Postanowiła nie wychodzić za mąż, aby na zawsze móc poświęcić się Zbawicielowi.
Wraz ze służącymi wsiadła na statek i popłynęła do Aleksandrii, stamtąd na wyspę Kos. Tu zdjęła męskie szaty i przybrała imię Ksenia, aby uniemożliwić odszukanie jej przez rodziców. Tam też wszystkie kobiety powierzyły siebie duchowemu kierownictwu przybywającego od czasu do czasu na wyspę mnicha z Góry Atos. Następnie Ksenia przeniosła się do Mylasy w Azji Mniejszej (dzisiejsze Milas w Turcji), gdzie zamieszkała w odludnym miejscu.
Wkrótce wokół świętej powstał monaster, a jej życie, przepełnione modlitwą, postem, pokorą i miłosierdziem, stało się przykładem do naśladowania dla wielu nowych sióstr.
Wspomnienie liturgiczne w Kościołach wschodnich, z uwagi na liturgię według kalendarza juliańskiego, obchodzone jest:
- Kościół prawosławny, greckokatolicki i koptyjski[a] - 24 stycznia/6 lutego[b], tj. 6 lutego według obowiązującego kalendarza gregoriańskiego,
- Kościół ormiański - 27 grudnia/9 stycznia i 31 grudnia/13 stycznia.

Na ikonach święta przedstawiana jest, jako młoda kobieta odziana w czarne mnisze szaty. Ręce ma modlitewnie złożone na piersi bądź w prawej dłoni trzyma krzyż (chociaż nie zmarła śmiercią męczeńską), a w lewej zwój pisma.